# Monguzzo
Monguzzo é uma comuna italiana da região da Lombardia, província de Como, com cerca de 1.923 habitantes. Estende-se por uma área de 3 km², tendo uma densidade populacional de 641 hab/km². Faz fronteira com Albavilla, Alserio, Anzano del Parco, Erba, Lurago d'Erba, Merone.

## Demografia

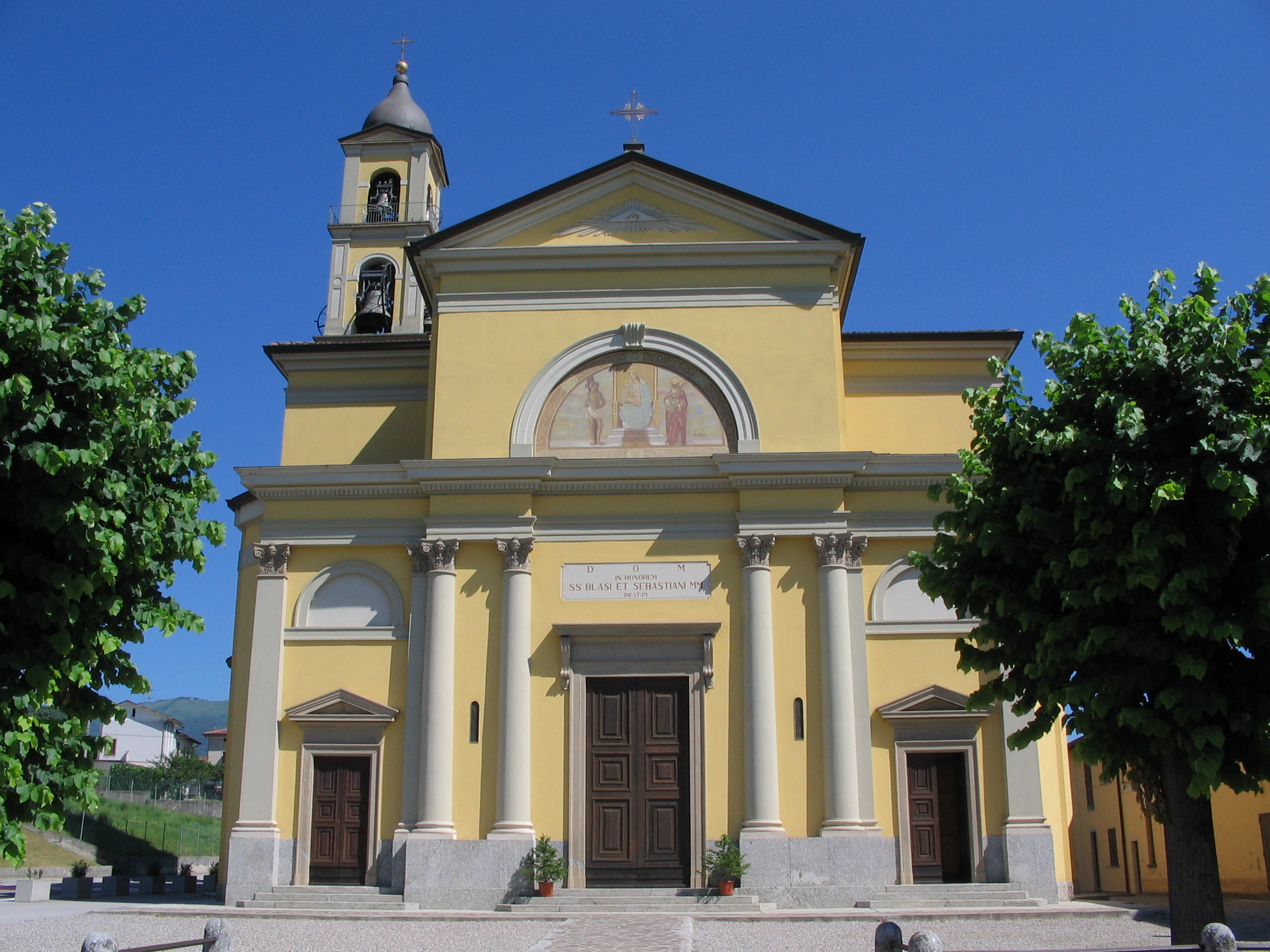
Parrocchiale.

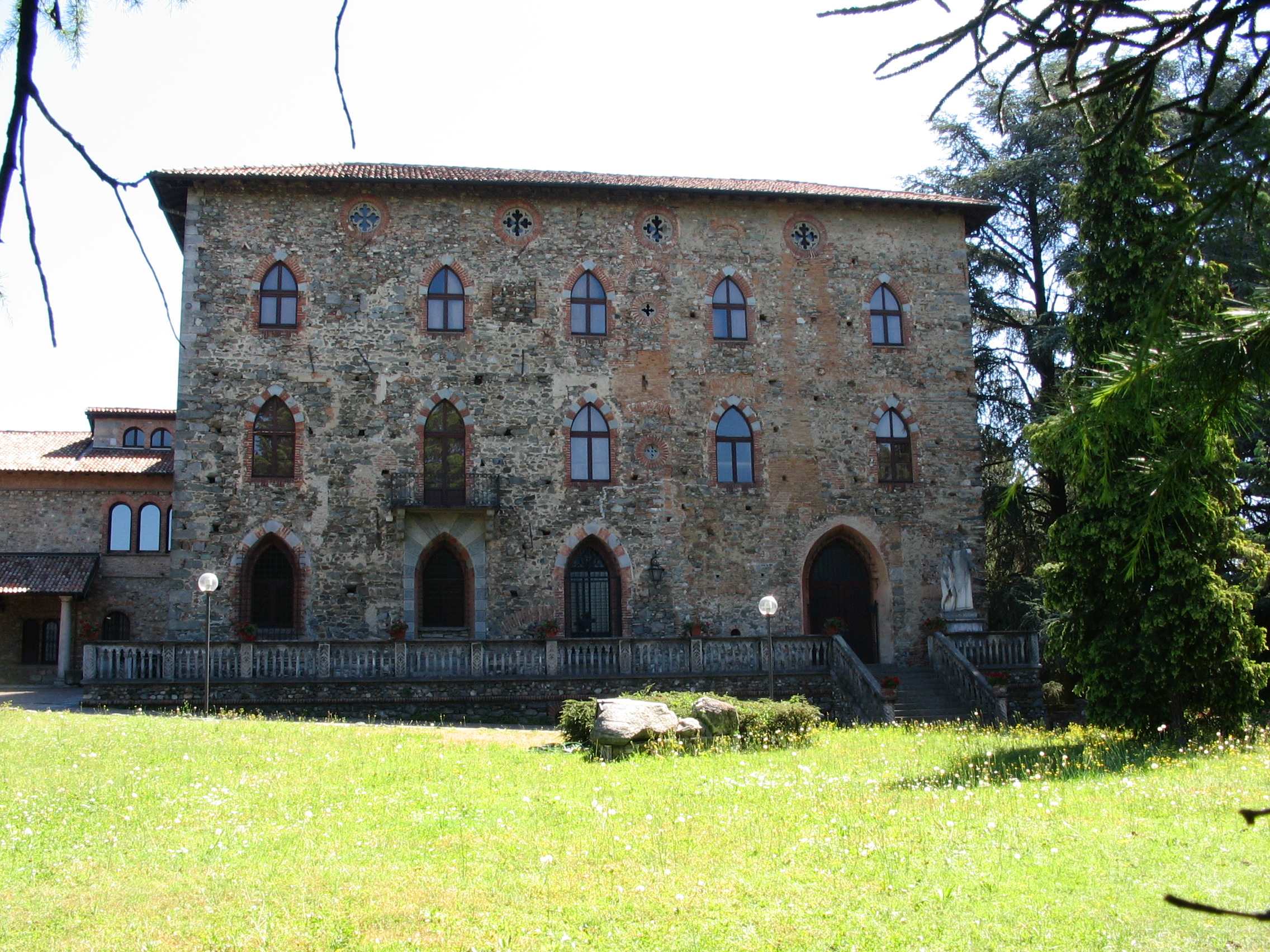
Il Castello.

| Variação demográfica do município entre 1861 e 2011                               |
|                                                                                   |
| Fonte: Istituto Nazionale di Statistica (ISTAT) - Elaboração gráfica da Wikipedia |